# Чемпіонат світу з боротьби 2011
Чемпіонат світу з боротьби 2011 пройшов з 12 по 18 вересня 2011 року в Стамбулі Туреччина в спортивному комплексі Sinan Erdem Dome.
На чемпіонаті проводилися змагання з вільної та греко-римської боротьби серед чоловіків і вільної боротьби серед жінок.
Цей чемпіонат світу став першим турніром, на якому були розіграні ліцензії на Олімпійські ігри 2012 року в Лондоні.

## Загальний медальний залік
| Місце | Країна         | Золото | Срібло | Бронза | Загалом |
| ----- | -------------- | ------ | ------ | ------ | ------- |
| 1     | Росія          | 4      | 2      | 4      | 10      |
| 2     | Іран           | 4      | 1      | 2      | 7       |
| 3     | Японія         | 3      | 1      | 3      | 7       |
| 4     | Азербайджан    | 2      | 1      | 5      | 8       |
| 5     | Білорусь       | 2      | 1      | 2      | 5       |
| 6     | Болгарія       | 2      | 1      | 1      | 4       |
| 7     | Туреччина      | 1      | 2      | 2      | 5       |
| 8     | Україна        | 1      | 1      | 1      | 3       |
| 9     | КНР            | 1      | 0      | 3      | 4       |
| 9     | США            | 1      | 0      | 3      | 4       |
| 11    | Швеція         | 0      | 2      | 1      | 3       |
| 11    | Монголія       | 0      | 2      | 1      | 3       |
| 13    | Казахстан      | 0      | 1      | 4      | 5       |
| 14    | Грузія         | 0      | 1      | 3      | 4       |
| 15    | Куба           | 0      | 1      | 2      | 3       |
| 16    | Канада         | 0      | 1      | 1      | 2       |
| 17    | Польща         | 0      | 1      | 0      | 1       |
| 17    | Угорщина       | 0      | 1      | 0      | 1       |
| 17    | Пуерто-Рико    | 0      | 1      | 0      | 1       |
| 20    | Хорватія       | 0      | 0      | 1      | 1       |
| 20    | Фінляндія      | 0      | 0      | 1      | 1       |
| 20    | Вірменія       | 0      | 0      | 1      | 1       |
| 20    | Південна Корея | 0      | 0      | 1      | 1       |
| Total | Total          | 21     | 21     | 42     | 84      |

## Командний залік
| Місце | Вільна боротьба, чоловіки | Вільна боротьба, чоловіки | Греко-римська боротьба, чоловіки | Греко-римська боротьба, чоловіки | Вільна боротьба, жінки | Вільна боротьба, жінки |
| Місце | Команда                   | Очки                      | Команда                          | Очки                             | Команда                | Очки                   |
| ----- | ------------------------- | ------------------------- | -------------------------------- | -------------------------------- | ---------------------- | ---------------------- |
| 1     | Росія                     | 43                        | Росія                            | 41                               | Японія                 | 52                     |
| 2     | Іран                      | 41                        | Туреччина                        | 35                               | Канада                 | 33                     |
| 3     | США                       | 38                        | Іран                             | 30                               | Монголія               | 32                     |
| 4     | Азербайджан               | 37                        | Білорусь                         | 25                               | США                    | 32                     |
| 5     | Грузія                    | 34                        | Казахстан                        | 23                               | Росія                  | 31                     |
| 6     | Казахстан                 | 29                        | Болгарія                         | 21                               | Азербайджан            | 31                     |
| 7     | Японія                    | 23                        | Азербайджан                      | 21                               | КНР                    | 29                     |
| 8     | Білорусь                  | 22                        | Південна Корея                   | 20                               | Україна                | 28                     |
| 9     | Болгарія                  | 15                        | Вірменія                         | 19                               | Швеція                 | 17                     |
| 10    | Туреччина                 | 13                        | Угорщина                         | 19                               | Білорусь               | 16                     |

## Медалісти

### Греко-римська боротьба
| Категорія | Золото                      | Срібло                    | Бронза                        |
| 55 кг     | Ровшан Байрамов Азербайджан | Ельбек Тожієв Білорусь    | Лі Шуцзинь Китай              |
| 55 кг     | Ровшан Байрамов Азербайджан | Ельбек Тожієв Білорусь    | Бекхан Манкієв Росія          |
| 60 кг     | Омід Норузі Іран            | Алмат Кебіспаєв Казахстан | Заур Курамагомедов Росія      |
| 60 кг     | Омід Норузі Іран            | Алмат Кебіспаєв Казахстан | Іво Ангелов Болгарія          |
| 66 кг     | Саєд Абдуалі Іран           | Манучар Цхадая Грузія     | Кім Хьон У Республіка Корея   |
| 66 кг     | Саєд Абдуалі Іран           | Манучар Цхадая Грузія     | Педро Мулленс-Геррера Куба    |
| 74 кг     | Роман Власов Росія          | Сельджук Себі Туреччина   | Невен Жугай Хорватія          |
| 74 кг     | Роман Власов Росія          | Сельджук Себі Туреччина   | Арсен Джулфалакян Вірменія    |
| 84 кг     | Алім Селімов Білорусь       | Даміан Яніковський Польща | Назмі Авлуджа Туреччина       |
| 84 кг     | Алім Селімов Білорусь       | Даміан Яніковський Польща | Рамі Хієтаніємі Фінляндія     |
| 96 кг     | Еліс Гурі Болгарія          | Джиммі Лідберг Швеція     | Рустам Тотров Росія           |
| 96 кг     | Еліс Гурі Болгарія          | Джиммі Лідберг Швеція     | Дженк Ільдем Туреччина        |
| 120 кг    | Різа Каяалп Туреччина       | Міхайн Лопес-Нуньєс Куба  | Нурмахан Тиналієв Казахстан   |
| 120 кг    | Різа Каяалп Туреччина       | Міхайн Лопес-Нуньєс Куба  | Башир Бабаджанзаде-Дарзі Іран |

### Вільна боротьба
| Категорія | Золото                    | Срібло                     | Бронза                            |
| 55 кг     | Віктор Лебедєв Росія      | Радослав Веліков Болгарія  | Даулет Ніязбеков Казахстан        |
| 55 кг     | Віктор Лебедєв Росія      | Радослав Веліков Болгарія  | Хассан Рахімі Іран                |
| 60 кг     | Бесік Кудухов Росія       | Франклін Гомес Пуерто-Рико | Юмото Кен'їті Японія              |
| 60 кг     | Бесік Кудухов Росія       | Франклін Гомес Пуерто-Рико | Даурен Жумагазієв Казахстан       |
| 66 кг     | Мехді Тагаві Іран         | Йонеміцу Тацухіро Японія   | Джабраїл Гасанов Азербайджан      |
| 66 кг     | Мехді Тагаві Іран         | Йонеміцу Тацухіро Японія   | Ліван Лопез Куба                  |
| 74 кг     | Джордан Берроуз США       | Садех Гударзі Іран         | Ашраф Алієв Азербайджан           |
| 74 кг     | Джордан Берроуз США       | Садех Гударзі Іран         | Давид Хуцишвілі Грузія            |
| 84 кг     | Шаріф Шаріфов Азербайджан | Ібрагім Алдатов Україна    | Дато Марсагішвілі Грузія          |
| 84 кг     | Шаріф Шаріфов Азербайджан | Ібрагім Алдатов Україна    | Альберт Сарітов Росія             |
| 96 кг     | Реза Яздані Іран          | Серхат Бальчі Туреччина    | Руслан Шейхов Білорусь            |
| 96 кг     | Реза Яздані Іран          | Серхат Бальчі Туреччина    | Джейк Ворнер США                  |
| 120 кг    | Олексій Шемаров Білорусь  | Білял Махов Росія          | Джамаладдін Магомедов Азербайджан |
| 120 кг    | Олексій Шемаров Білорусь  | Білял Махов Росія          | Давид Модзманашвілі Грузія        |

### Жіноча боротьба
| Категорія | Золото                  | Срібло                          | Бронза                         |
| 48 кг     | Обара Хітомі Японія     | Марія Стадник Азербайджан       | Чжао Шаша Китай                |
| 48 кг     | Обара Хітомі Японія     | Марія Стадник Азербайджан       | Жулдиз Ешимова Казахстан       |
| 51 кг     | Заміра Рахманова Росія  | Даваасухійн Отгонцецег Монголія | Патімат Багомедова Азербайджан |
| 51 кг     | Заміра Рахманова Росія  | Даваасухійн Отгонцецег Монголія | Джессіка Макдональд Канада     |
| 55 кг     | Йосіда Саорі Японія     | Тоня Вербік Канада              | Тетяна Лазарева Україна        |
| 55 кг     | Йосіда Саорі Японія     | Тоня Вербік Канада              | Іда-Тереза Нерелл Швеція       |
| 59 кг     | Ганна Василенко Україна | Софія Матсон Швеція             | Сайто Такако Японія            |
| 59 кг     | Ганна Василенко Україна | Софія Матсон Швеція             | Сона Ахмедлі Азербайджан       |
| 63 кг     | Ітьо Каорі Японія       | Маріанна Састін Угорщина        | Очирбатин Насанбурмаа Монголія |
| 63 кг     | Ітьо Каорі Японія       | Маріанна Састін Угорщина        | Цзин Жуйсюе Китай              |
| 67 кг     | Сі Лочжома Китай        | Банзрагчийн Оюнсурен Монголія   | Йосіко Іноуе Японія            |
| 67 кг     | Сі Лочжома Китай        | Банзрагчийн Оюнсурен Монголія   | Аделіна Грей США               |
| 72 кг     | Станка Златева Болгарія | Катерина Букіна Росія           | Алі Бернар США                 |
| 72 кг     | Станка Златева Болгарія | Катерина Букіна Росія           | Василіса Марзалюк Білорусь     |

## Країни-учасники
В чемпіонаті взяли участь 825 спортсменів зі 102 країн.
| - Албанія (6) - Алжир (2) - Американське Самоа (2) - Аргентина (3) - Вірменія (14) - Австралія (1) - Австрія (6) - Азербайджан (21) - Білорусь (21) - Бразилія (10) - Болгарія (19) - Камерун (3) - Канада (14) - Центральноафриканська Республіка (2) - Чад (4) - Чилі (1) - КНР (21) - Китайський Тайбей (3) - Колумбія (12) - (2) - (1) - (1) - Хорватія (7) - Куба (10) - Кіпр (2) - Чехія (7) - Данія (3) - Домініканська Республіка (6) - Еквадор (5) - Єгипет (2) - Сальвадор (2) - Естонія (5) - Фінляндія (7) - Франція (14) | - Грузія (14) - Німеччина (19) - Велика Британія (7) - Греція (17) - Гуам (3) - Гватемала (2) - Гвінея-Бісау (3) - Гондурас (2) - Угорщина (16) - Індія (18) - Іран (14) - Ірак (2) - Ірландія (1) - Ізраїль (6) - Італія (15) - Японія (21) - Йорданія (3) - Казахстан (21) - Киргизстан (17) - Латвія (8) - Литва (9) - Північна Македонія (3) - Мадагаскар (3) - Маршаллові Острови (1) - Маврикій (1) - Мексика (14) - (1) - Молдова (16) - Монголія (14) - Чорногорія (2) - Марокко (1) - Намібія (2) - Нідерланди (1) - Нікарагуа (1) | - Нігерія (5) - Північна Корея (9) - Норвегія (8) - Палау (2) - Панама (1) - Перу (4) - Філіппіни (2) - Польща (18) - Португалія (4) - Пуерто-Рико (2) - Катар (1) - Румунія (18) - Росія (21) - Сенегал (2) - Сербія (6) - Сьєрра-Леоне (3) - Словаччина (10) - Словенія (2) - ПАР (4) - Південна Корея (17) - Іспанія (15) - Швеція (10) - Швейцарія (8) - Сирія (7) - Таджикистан (10) - Туніс (10) - Туреччина (21) - Туркменістан (3) - Україна (21) - ОАЕ (1) - США (21) - Узбекистан (17) - Венесуела (17) - В'єтнам (8) |